# Jabón Blue
Jabón Blue es un grupo musical de rock gallego, formado en 2005 tras la disolución de Heredeiros da Crus . Las letras de sus canciones están en español .

## Miembros
- Javi Maneiro : voz
- Kuervo: guitarra
- Diego "Mayor Tom": guitarra
- Pony: bajo
- Marcos Otero : batería

## Historia
El grupo, formado en 2005 por iniciativa de Javi Maneiro tras la disolución de Heredeiros da Crus, publicó su primer disco, La música va por dentro, el 20 de septiembre de 2006 . 

## Discografía

### Álbumes
| * | La música va dentro.    | ( 2006 ) |
| * | By the white            | ( 2008 ) |
| * | Flores en la carretera  | ( 2010 ) |
| * | Niña de las manos frías | ( 2012 ) |